# Evert Löw
Evert Yngve Löw, född 16 december 1913 i Södertälje stadsförsamling, Stockholms län, död 12 januari 2005 i Östertälje församling, Stockholms län
, var en svensk ishockeyspelare. 
Han spelade för Södertälje SK och vann den interna skytteligan 1933. Han spelade för Sveriges herrlandslag i ishockey i världsmästerskapen 1935 i Davos i Schweiz.